# Lobodice
Lobodice település Csehországban, Přerovi járásban. Lobodice Oplocany, Uhřičice, Tovačov, Troubky és Polkovice településekkel határos. Lakosainak száma 724 fő (2024. január 1.).

## Népesség
A település lakosságának változását az alábbi diagram mutatja:
| Lakosok száma | 828  | 1063 | 929  | 848  | 809  | 700  | 734  | 748  | 688  | 724  |
|               | 1869 | 1900 | 1921 | 1961 | 1980 | 2011 | 2016 | 2019 | 2021 | 2024 |